# Kostel svaté Alžběty (Znojmo)
Kostel svaté Alžběty je kostel ve Znojmě. Je součástí bývalého kláštera františkánů (kteří areál v roce 1534), z nějž se posléze stal měšťanský špitál. Kostel je chráněn jako kulturní památka České republiky.

## Historie
Kostel byl postaven po roce 1470 v době, kdy se na Dolním Předměstí, mimo znojemské městské hradby, usadili františkáni. Kostel, jenž postavili, byl zasvěcen sv. Bernardinovi a jeho gotické pozůstatky jsou stále patrny v kněžišti kostela. Areál byl řeholníky opuštěn v roce 1534, v tuto dobu probíhaly nájezdy Turků na město a františkánům bylo umožněno usídlit se v bývalém minoritském klášteře. Po této době byl klášter upraven na druhý měšťanský špitál a takto fungoval až do obléhání města Švédy. Po obléhání byl kostel opraven, přestavěn barokně a zasvěcen sv. Alžbětě.